# Weitwanderweg Kremstal-Donau
Der Weitwanderweg Kremstal-Donau erstreckt sich auf ca. 100 Kilometern rund um Krems an der Donau und die Orte nördlich und südlich der Donau. Auf 15 installierten Etappen (zwischen 4 und 18 Kilometer lang) können die landschaftlichen und kulturellen Besonderheiten der Region Kremstal (Niederösterreich) erwandert werden.

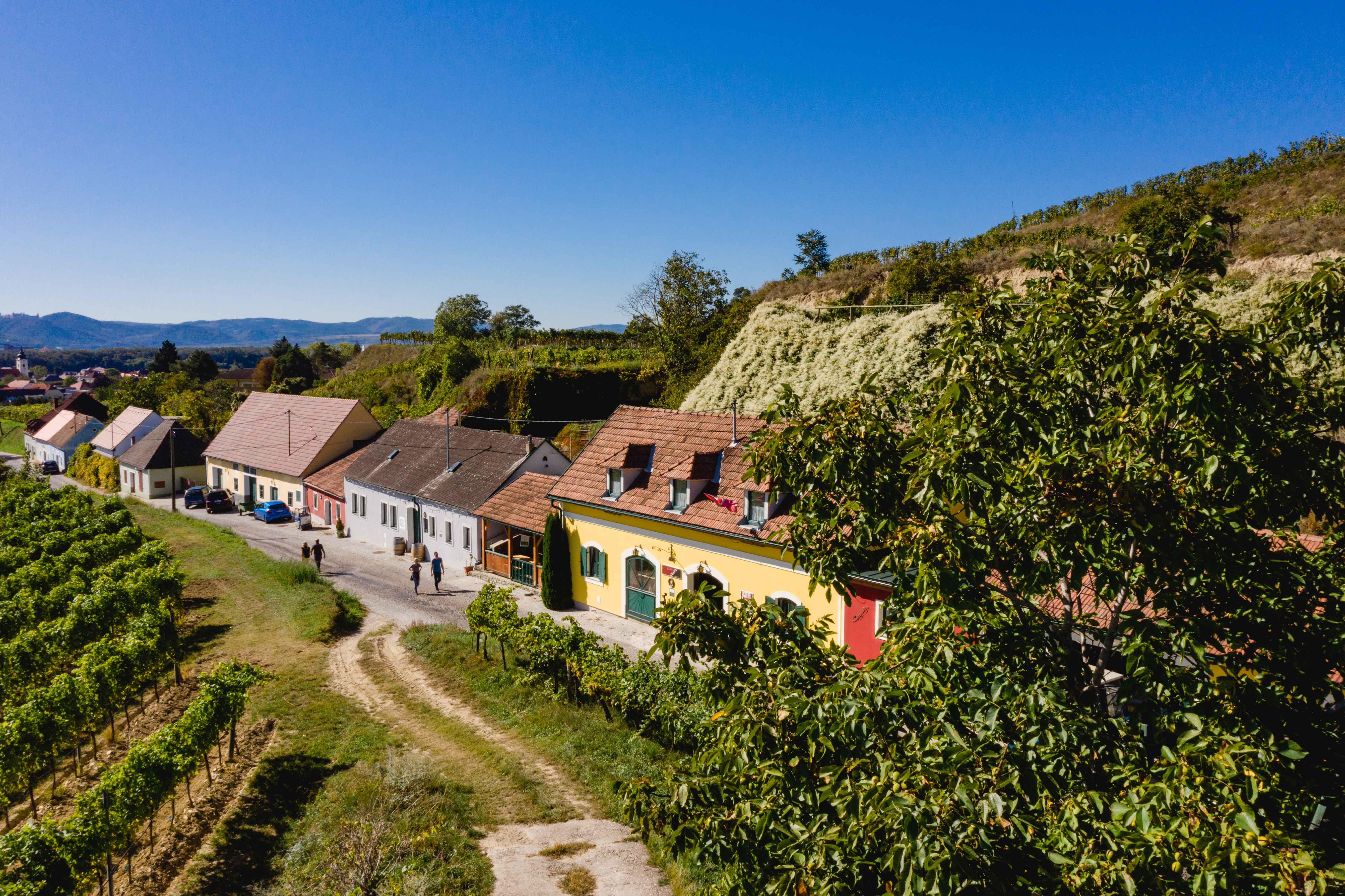

## Wegverlauf
Der Weitwanderweg Kremstal-Donau nimmt Anschluss an den Welterbesteig Wachau und startet in Krems an der Donau. Die Gesamt-Weglänge von rund 100 Kilometern ist in 15 Etappen unterteilt, die einzelnen Etappen zwischen 4 und 18 Kilometer lang und jeweils in beide Richtungen beschildert. Auf den 11 Etappen nördlich der Donau wandert man durch die Gemeinden Krems an der Donau, Rohrendorf bei Krems, Gedersdorf, Langenlois, Gföhl, Lengenfeld (Niederösterreich), Stratzing, Droß und Senftenberg (Niederösterreich).
Die Orte Mautern an der Donau, Furth bei Göttweig und Paudorf sind auf den 4 Etappen südlich der Donau miteinander verbunden. Alle Etappen des Weitwanderweges Kremstal-Donau nehmen etwa 5–6 Tage in Anspruch, rund 2100 Höhenmeter sind zu bewältigen.

## Markierung

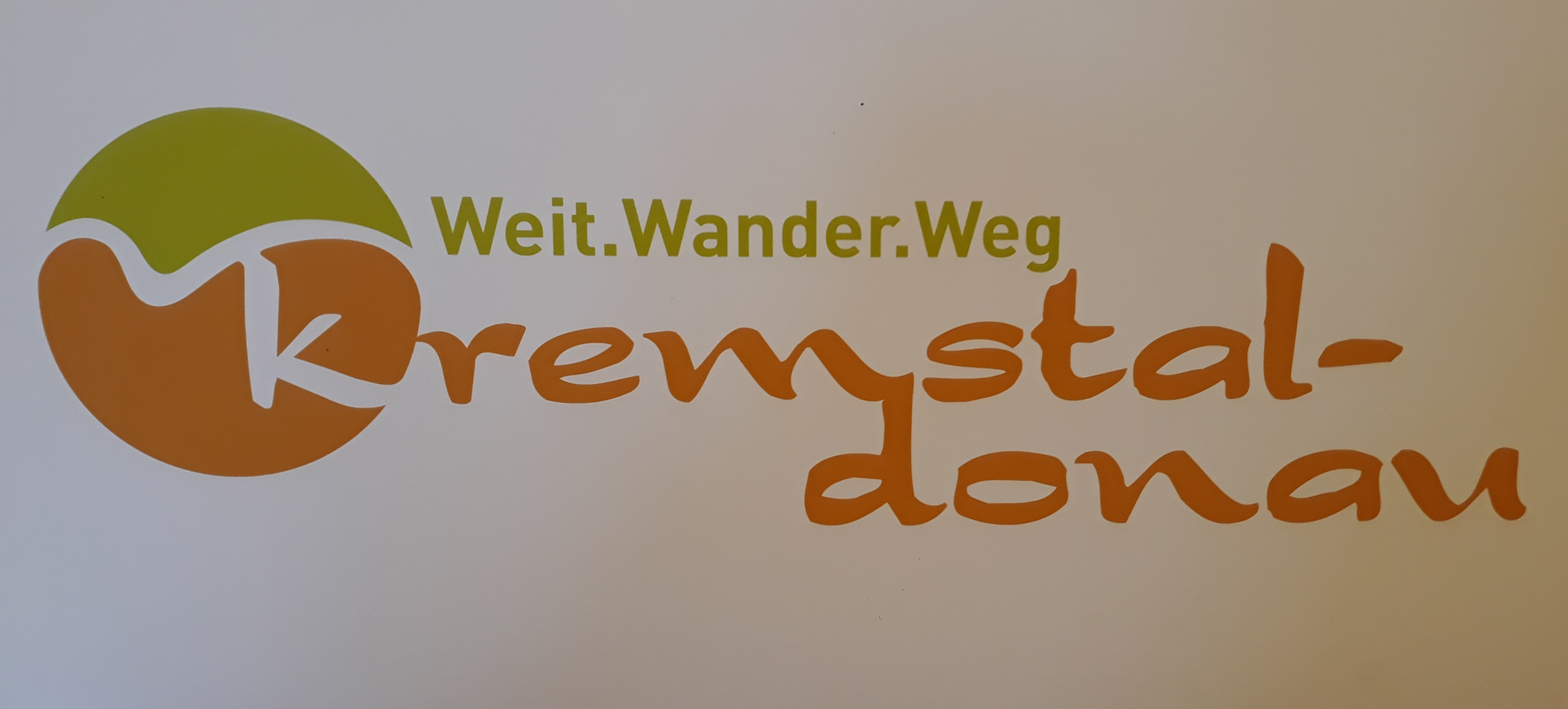

Der Weg ist mit dem Kremstal-Zeichen markiert. Bei allen Abzweigungen zeigen gelbe Wegweiser die Richtung.  Der Weitwanderweg Kremstal-Donau ist in beide Richtungen markiert.

## Etappen

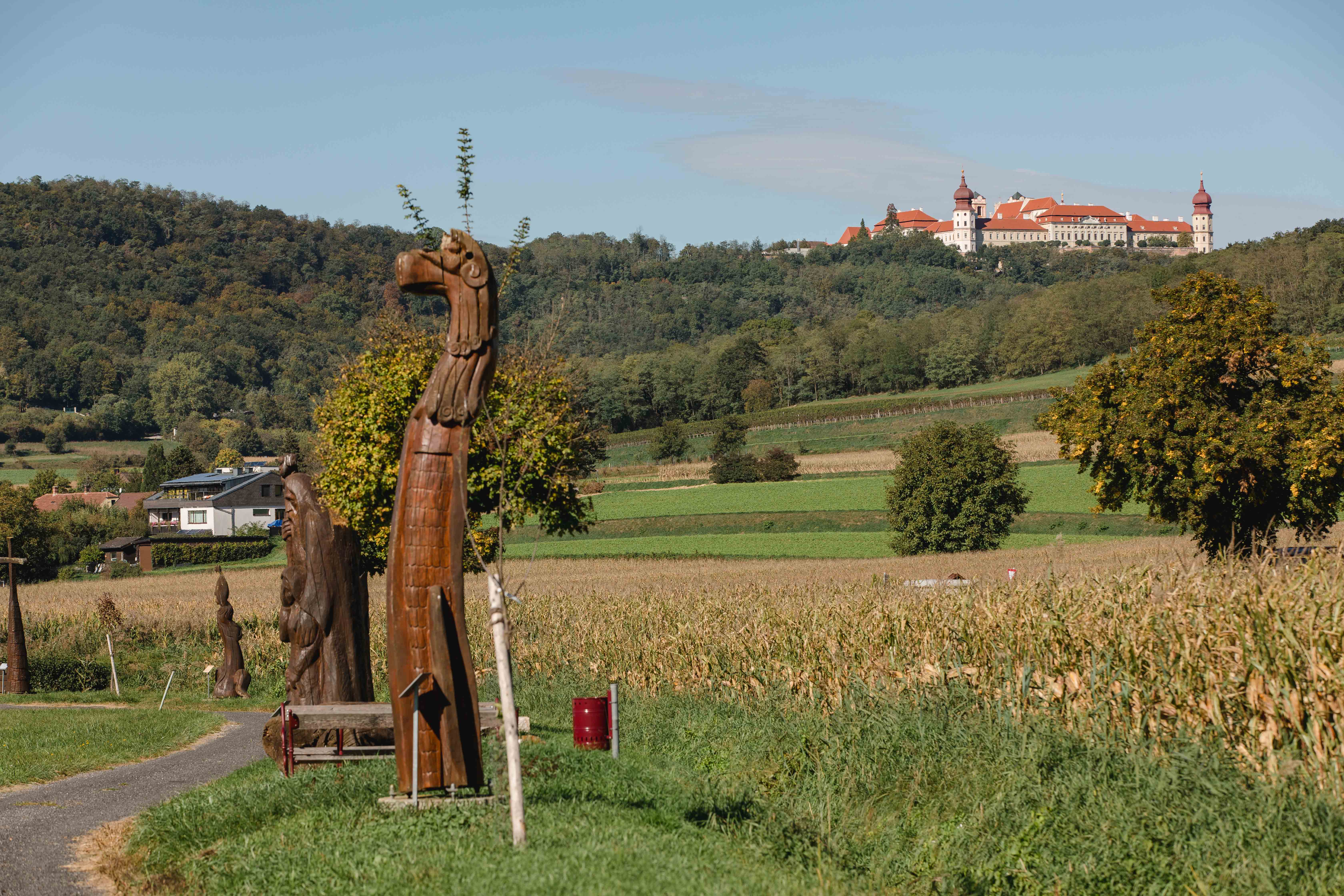

- Etappe 1 von Krems nach Mautern (4 km, 00:50 Stunden, Schwierigkeitsgrad: leicht)
- Etappe 2 von Mautern nach Furth bei Göttweig (4,5 km, 01:00 Stunden, Schwierigkeitsgrad: leicht)
- Etappe 3 von Furth nach Paudorf (4,3 km, 01:05 Stunden, Schwierigkeitsgrad: leicht)
- Etappe 4 von Paudorf nach Hollenburg (9,3 km, 03:10 Stunden, Schwierigkeitsgrad: leicht)
- Etappe 5 von Hollenburg nach Gedersdorf (13,0 km, 03:15 Stunden, Schwierigkeitsgrad: leicht)
- Etappe 6 von Gedersdorf nach Rohrendorf (Abkürzung) (3,8 km, 01.00 Stunden, Schwierigkeitsgrad: mittel)
- Etappe 7 von Rohrendorf nach Krems (Abkürzung) (5,2 km, 01:20 Stunden, Schwierigkeitsgrad: leicht)
- Etappe 8 von Gedersdorf nach Langenlois (6,6 km, 01:40 Stunden, Schwierigkeitsgrad: mittel)
- Etappe 9 von Langenlois nach Lengenfeld (7,0 km, 01:45 Stunden, Schwierigkeitsgrad: mittel)
- Etappe 10 von Lengenfeld nach Stratzing (3,9 km, 01:00 Stunden, Schwierigkeitsgrad: leicht)
- Etappe 11 von Stratzing nach Droß (3,9 km, 01:00 Stunden, Schwierigkeitsgrad: leicht)
- Etappe 12 von Droß nach Senftenberg (Abkürzung) (4,6 km, 01:20 Stunden, Schwierigkeitsgrad: leicht)
- Etappe 13 von Droß nach Gföhl (12,4 km, 03:00 Stunden, Schwierigkeitsgrad: mittel)
- Etappe 14 von Gföhl nach Senftenberg (17,0 km, 04:30 Stunden, Schwierigkeitsgrad: schwer)
- Etappe 15 von Senftenberg nach Krems (9,0 km, 02:00 Stunden, Schwierigkeitsgrad: mittel)